# Flor Felamini
Maria Florencia Felamini Lund, coneguda esportivament com a Flor Felamini (San Juan de la Frontera, 18 de febrer de 1998) és una jugadora d'hoquei sobre patins argentina.
Es formà en les categories inferiors del Concepción Patín Club i debutà amb catorze anys a la Primera divisió argentina amb la UVT. La temporada 2018-19 tornà al Concepción PC i, entre altres títols, aconseguí els Torneigs d'Apertura i Clausura de San Juan, una Lliga A1 i dos Campionats Sud-americans (2018 i 2019). També es proclamà campiona de la primera Copa Intercontinental de clubs, on marcà tres gols a la final. La temporada 2020-21 competí en competicions europees amb el SL Benfica, amb el qual guanyà una Lliga i una Copa portuguesa. L'any següent fitxà pel Club Patí Vila-sana. La temporada 2022-23 tornà al Concepción PC, guanyant un Torneig d'Apertura de San Juan i un Torneig Argentí. El desembre de 2023 s'incorporà de nou al CP Vila-sana. En aquesta segona etapa, ha guanyat els primers títols de l'entitat ponentina, una Supercopa d'Espanya (2024), una Copa Intercontinental (2025) i una Copa de la Reina (2025).
És internacional amb la selecció argentina des del 2018, amb què ha aconseguit un campionat del Món (2022), una medalla de bronze (2024) i un campionat Panamericà (2018).

## Palmarès
Clubs
- 2 Copes Intercontinental d'hoquei sobre patins (2018 i 2025)
- 1 Copa espanyola d'hoquei sobre patins (2025)
- 1 Campionat de Portugal d'hoquei sobre patins (2020-21)
- 1 Supercopa espanyola d'hoquei sobre patins (2024)
- 1 Copa portuguesa d'hoquei sobre patins (2020-21)
- 2 Campionats Sud-americans d'hoquei sobre patins (2018 i 2019)
- 1 Lliga argentina A1
- 1 Torneig Argentí: 2022-23

Selecció argentina
- 1 medalla d'or al Campionat del Món d'hoquei patins femení: 2022
- 1 medalla de bronze al Campionat del Món d'hoquei patins femení: 2024
- 1 medalla d'or al Campionat Panamericà d'hoquei sobre patins femení: 2018